# Carl Ludwig Fernow
Carl Ludwig Fernow (Blumenhagen, 19 novembre 1763 – Weimar, 4 dicembre 1808) è stato un critico d'arte e scrittore tedesco.

## Biografia

### I primi anni
Fernow nacque in Pomerania, figlio di un servitore nella casa del signore di Blumenhagen. All'età di 12 anni divenne impiegato presso un notaio e poi apprendista di un droghiere. Durante questo periodo di servizio, sparò accidentalmente ad una donna che era entrata nel negozio ma, grazie all'intercessione del suo padrone, riuscì a sfuggire alla denuncia, ma ciò lo segnò profondamente e lo spinse ad abbandonare il proprio apprendistato e la propria città natia.

### La carriera artistica

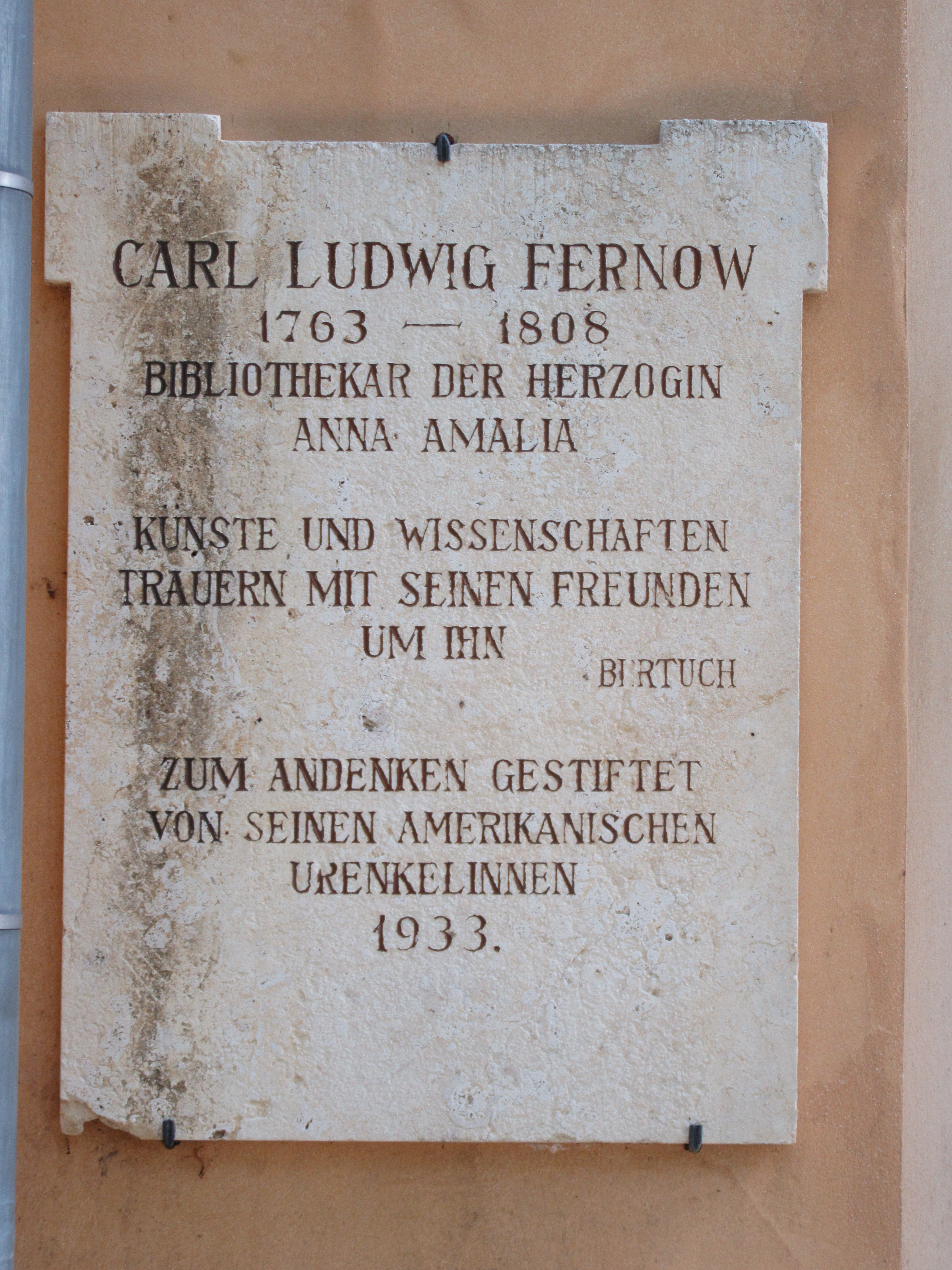
La tomba di Carl Ludwig Fernow nel Jacobskirchhof di Weimar.

Si trasferì a Lubecca, dove riuscì a coltivare in pace la sua naturale passione per il disegno e la poesia. Si formò artisticamente presso il pittore Asmus Jacob Carstens, la cui influenza fu un importante stimolo affinché egli abbandonasse definitivamente ogni altro progetto di professione e si dedicasse alla pittura. A Ludwigslust si innamorò di una giovane ragazza e la seguì a Weimar; la storia terminò ed egli si trasferì a Jena. Qui venne presentato al professor Reinhold, e nella sua casa conobbe il poeta danese Jens Immanuel Baggesen. Quest'ultimo lo invitò in Svizzera ed in Italia, una proposta che egli accettò nel 1794 per avere l'opportunità di proseguire i propri studi nel mondo dell'arte. Al ritorno di Baggesen in Danimarca, Fernow, assistito da alcuni amici, visitò Roma e vi rimase per qualche tempo. Qui incontrò nuovamente Carstens il quale si era stabilito nella città eterna e poté applicarsi allo studio della storia e della teoria dell'arte nonché alla lingua ed alla letteratura italiana. Facendo rapidi progressi, poté qualificarsi al corso di letture e archeologia, frequentato dai principali artisti dell'epoca a Roma. Avendo sposato una donna romana, nel 1802 tornò in Germania e venne nominato l'anno successivo professore straordinario di letteratura italiana a Jena.

### Bibliotecario
Nel 1804 accettò l'incarico di bibliotecario della duchessa Anna Amalia di Brunswick-Wolfenbüttel, duchessa vedova di Sassonia-Weimar, posizione che gli consentì ancora una volta di approfondire i propri studi letterari ed artistici e di mettere in pratica quanto appreso nel suo soggiorno romano. Fernow morì nel 1808 a Weimar, e venne sepolto nel Jacobsfriedhof.

## Opere
L'opera più nota di Fernow sono indubbiamente i Romische Studien, apparsi in 3 volumi tra il 1806 ed il 1808. Tra le altre opere da lui pubblicate si ricordano Das Leben des Kunstlers Carstens (1806), Ariostos Lebenslauf (1809) e Francesco Petrarca (1818).
Una delle sue migliori amiche, Johanna Schopenhauer, madre del filosofo Arthur Schopenhauer, redasse una sua biografia nel 1810, dandola alle stampe nel 1829.